# Bidens ingrata
Bidens ingrata là một loài thực vật có hoa trong họ Cúc. Loài này được Larrañaga mô tả khoa học đầu tiên năm 1923.